# Alain Minc
Alain Jacques Richard Minc (París, 15 d'abril de 1949) és un economista, assessor polític, i alhora empresari multimilionari francès. És president de Sanef, filial de la concessionària d'autopistes Abertis, membre del consell d'administració de Criteria CaixaBank i alhora del de Prisa L'11 de gener de 2013, en un article a La Vanguardia va considerar que la independència de Catalunya seria un "error fatal", que no tindria potencial o viabilitat econòmica migrats.

## Biografia
Alain Minc nasqué el 1949 a París, segon infant d'una família d'origen jueu de classe mitjana. Els seus pares que van emigrar a França durant els anys 1930, Joseph Minkowski un dentista polonès i Lisa Minkowski (nascuda Bogacz), provinent tots dos de la comunitat jueva de Brest-Litovsk (Belarús), van ser resistents i foren membres del Partit comunista fins a 1968. Donaren al seu fill una educació laïca que ha marcat pregonament la seva personalitat.
Alain Minc es va diplomar com a enginyer a l'École nationale supérieure des mines de Paris el 1968. També estudià a l'Institut d'études politiques de Paris on es diplomà el 1971, i més endavant a l'École nationale d'administration el 1975.

## Obres
- L'informatisation de la société, avec Simon Nora, rapport au président de la République, La Documentation française, Paris 1978; également publié au Seuil, Paris, 1978, ISBN 978-2-02-004974-0
- L'Après-crise est commencé (1982)
- L'Avenir en face (1984)
- Le Syndrome finlandais (1986)
- La Machine égalitaire (1987)
- La grande illusion (1989)
- La Vengeance des nations (1990)
- L'Argent fou (1990)
- Français, si vous osiez (1991)
- Le Média choc (1992)
- Le Nouveau Moyen Âge (1994)
- La France de l'an 2000 (rapport au premier ministre de la commission présidée par Alain Minc) (1994)
- Deux France ? coescrit amb Philippe Séguin i Éric Laurent (1994)
- Contrepoints (1994-2002)
- L'Ivresse démocratique (1994)
- Louis-Napoléon revisité (1996)
- Antiportraits (1996)
- La mondialisation heureuse (1997)
- Au nom de la loi (1998)
- Spinoza : un roman juif (1999)
- www.capitalisme.fr (2000)
- Le Fracas du monde : Journal de l'année 2001 (2002)
- Épîtres à nos nouveaux maîtres (2002)
- Les Prophètes du bonheur : une histoire personnelle de la pensée économique (2004)
- Ce monde qui vient (2004)
- Le Chômage, à qui la faute ? coescrit amb Nicolas Baverez, Jean-Baptiste de Foucauld i Alain Houziaux (2005)
- Le Crépuscule des petits dieux (2005)
- Une sorte de diable : les vies de John Maynard Keynes (2007)
- Une histoire de France (2008)
- Dix Jours qui ébranleront le monde (2009)
- Une histoire politique des intellectuels (2010)
- Un petit coin de paradis (2011)
- L'Âme des nations (2012)